# Teatr Powszechny im. Jana Kochanowskiego w Radomiu
Teatr Powszechny im. Jana Kochanowskiego w Radomiu – teatr dramatyczny z siedzibą w Radomiu, założony w 1976 roku. Instytucja kultury miasta Radomia.

## Historia

### XIX wiek

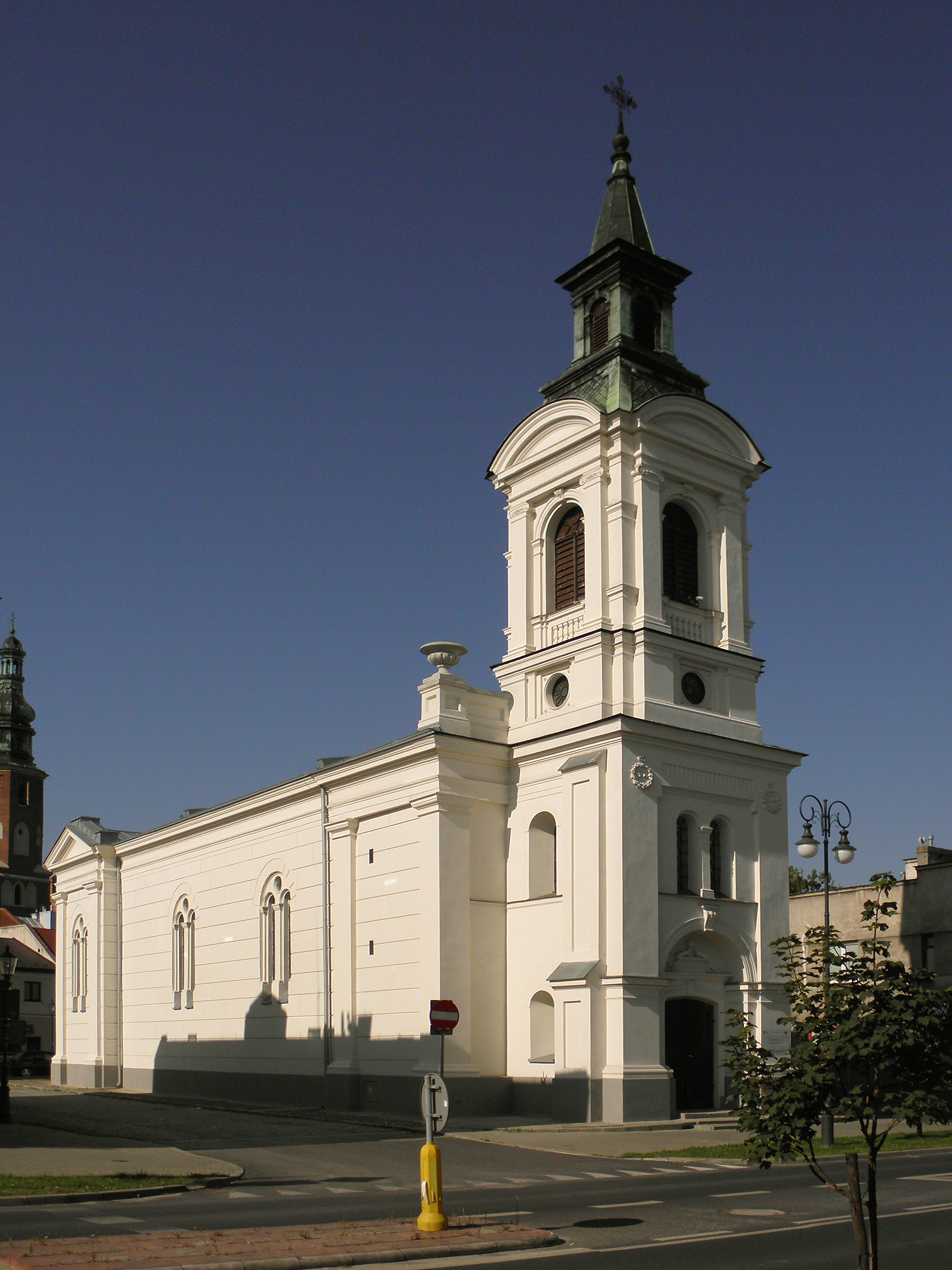
Kościół Ewangelicko-Augusburski w Radomiu – siedziba pierwszej radomskiej sceny teatralnej.

Historia teatru w Radomiu sięga XVIII wieku, kiedy to w gmachu kolegium Pijarów działał teatr amatorski. Pierwszy teatr zawodowy dawał przedstawienia w zajeździe usytuowanym przy Lubelskim Przedmieściu (obecnie ulica Żeromskiego 2). Pierwszym budynkiem teatralnym w Radomiu był zaadaptowany na ten cel w 1809 roku pobenedyktyński kościół pw. Wniebowzięcia Najświętszej Marii Panny (obecnie kościół ewangelicko-augusburski).
W 1818 roku budynek dawnego kościoła odkupiło od miasta Radomskie Towarzystwo Dobroczynności. W 1820 roku przebudowano gmach w stylu klasycystycznym, według projektu architekta Józefa Möllera. Wówczas budynek dawnego kościoła otrzymał profesjonalną scenę, trzypoziomową widownię, garderobę, szatnię oraz bufet. Front budynku ozdobiono czterokolumnowym portykiem wejściowym. Budynek dawnego kościoła był siedzibą radomskiego teatru do 1827 roku, kiedy z powodów finansowych Towarzystwo Dobroczynności sprzedało go parafii ewangelickiej z przeznaczeniem na świątynię (budynek pełni tę funkcję do dziś).
Przez następne 25 lat przedstawienia trup teatralnych odbywały się w wielu miejscach, m.in. w mieszczącym resursę obywatelską domu Kociubskiego przy ul. Lubelskiej 2 oraz w Pałacu Sandomierskim. W XIX wieku życie teatralne Radomia było intensywne. Miasto leżało na trasie podróży wielu grup teatralnych, podróżujących po największych miastach Królestwa Polskiego. Przedstawienia dawały najbardziej renomowane zespoły wędrownych towarzystw teatralnych.
Około 1850 roku Henryk Marconi zaprojektował budynek teatru, niezrealizowany z powodu braku funduszy. W 1852 roku Rada Opiekuńcza Zakładów Dobroczynnych Powiatu Radomskiego wzniosła natomiast przy ulicy Warszawskiej nowy gmach Resursy Obywatelskiej, w którym przedstawienia objazdowych trup teatralnych odbywały się do I wojny światowej. Brak profesjonalnego budynku teatralnego był jedną z głównych przyczyn uniemożliwiających stworzenie w Radomiu stałej sceny teatralnej.

### Lata 1918–1934
W początku XX wieku ruch teatralny w Królestwie Polskim osłabł. W Radomiu ożywienie życia teatralnego nastąpiło po odzyskaniu przez Polskę niepodległości. W 1922 otwarto Teatr Rozmaitości, gdzie występowały gościnnie zespoły m.in. Karola Adwentowicza, teatru „Reduta” Juliusza Osterwy i Mieczysława Limanowskiego, Teatru Narodowego czy warszawskiego Teatru Wielkiego. Wielką popularnością cieszyły się teatry rewiowe oraz występy solowe znanych artystów, takich jak Eugeniusz Bodo, Stefan Jaracz i Ludwik Sempoliński. W dwudziestoleciu międzywojennym podjęto kolejne próby utworzenia w Radomiu stałej sceny zawodowej. W 1931 roku Bronisław Skąpski utworzył Teatr Województwa Kieleckiego – pierwszą stałą scenę teatralną w Radomiu i województwie kieleckim. Teatr działał krótko, jednak już w 1933 roku otwarto w Radomiu kolejną scenę wojewódzką – Teatr im. Stefana Żeromskiego, który istniał do 1934 roku. W 1945 roku teatr wznowił działalność w Kielcach, a w Radomiu otworzył swoją filię.

### Lata 1948–1976
W 1948 roku otwarto w Radomiu scenę mieszczącego się w Kielcach Teatru im. Stefana Żeromskiego. Siedzibą teatru był wówczas wybudowany w latach trzydziestych Dom Kolejarza, usytuowany przy placu Jagiellońskim. Działalność radomskiej sceny zainaugurowało przedstawieniem Szklanka Wody E. Scribe’a. Jednym z najciekawszym okresów w historii radomskiej sceny Teatru im. Żeromskiego był okres dyrekcji Marii i Tadeusza Byrskich. W latach 1959–1961 otwarto Małą Scenę, której siedzibą był zabytkowy Dom Esterki, usytuowany przy radomskim Rynku. W 1965 roku z przyczyn technicznych zamknięto dotychczasowy budynek teatru. Radomski zespół wystawiał spektakle do 1972 roku.

### Teatr Powszechny im. Jana Kochanowskiego
W związku z odzyskaniem przez Radom statusu ośrodka regionalnego pojawiła się możliwość utworzenia niezależnej sceny zawodowej. Teatr Powszechny im. Jana Kochanowskiego w Radomiu powołano 22 grudnia 1976 r. Początkowo, z powodu remontu obiektu przy placu Jagiellońskim siedzibą teatru był gmach Urzędu Wojewódzkiego. W 1978 roku dyrektorem teatru został Zygmunt Wojdan, który kierował nim do 1991. 10 listopada 1978 działalność teatru zainaugurował spektakl Droga do Czarnolasu Aleksandra Maliszewskiego.
14 grudnia 1991 roku wystawiono Tango S. Mrożka – spektakl inaugurujący działalność w nowym gmachu Teatru usytuowanym przy placu Jagiellońskim. W latach 1991–1998 dyrektorem teatru był Wojciech Kępczyński. Wówczas w repertuarze teatru znalazło się wiele musicali. Rozbudowano także repertuar klasyczny. Dzięki współpracy z innymi krajowymi teatrami prezentowano również najciekawsze spektakle wystawione w Polsce i za granicą. Największym osiągnięciem teatru w tym okresie była inauguracja festiwali teatralnych, z których najsłynniejszym jest organizowany od 1993 roku Międzynarodowy Festiwal Gombrowiczowski. Adaptacje prozy Gombrowicza, który był z Radomiem związany rodzinnie, są specjalnością radomskiego teatru.
W okresie dyrekcji Linasa Zaikauskasa (1998–2001) kontynuowano Międzynarodowy Festiwal Gombrowiczowski oraz wprowadzono różnorodny repertuar (klasyka polska i światowa, komedia muzyczna, dramat współczesny). W latach 2001–2008 teatrem kierował Adam Sroka. W tym czasie położono nacisk na współczesny dramat polski i obcy, czego efektem była inauguracja festiwalu Radom Odważny, prezentującego współczesny, polski dramat. Ciekawym przedsięwzięciem była współczesna interpretacja klasyki.
W latach 2008–2019 dyrektorem Teatru Powszechnego był Zbigniew Rybka. Teatr wystawiał od 8 do 13 premier rocznie. Ważnym aspektem jego działalności była kontynuacja Międzynarodowego Festiwalu Gombrowiczowskiego, który stał się wizytówka Radomia. Poszerzono również ofertę teatru. W 2010 roku otworzono lalkową scenę Fraszka, a 2013 roku scenę Kotłownia poświęconą współczesnej dramaturgii i eksperymentom teatralnym. Ponadto w teatrze działają dwie galerie sztuki. W latach 2010–2012 gmach teatru gruntownie zmodernizowano.

## Międzynarodowy Festiwal Gombrowiczowski

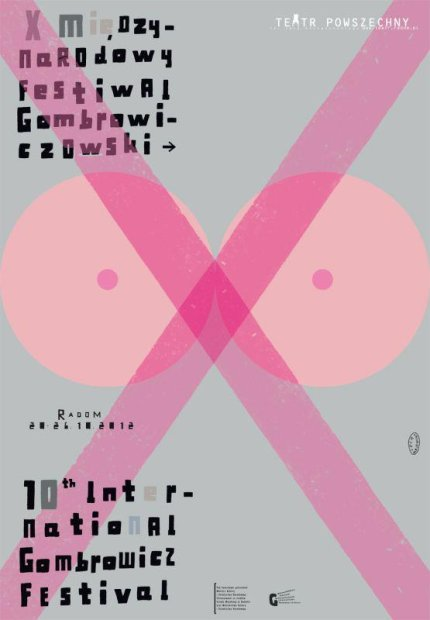
Plakat 10. edycji Międzynarodowego Festiwalu Gombrowiczowskiego

Od 1993 roku Teatr Powszechny im. Jana Kochanowskiego w Radomiu organizuje Międzynarodowy Festiwal Gombrowiczowski – jeden z najważniejszych festiwali teatralnych w Polsce. Festiwal ma charakter interdyscyplinarny. Łączy wiele dziedzin kultury i sztuki takich jak teatr, sztuki plastyczne, film, muzyka czy nauka. Ideą MFG jest stworzenie forum wymiany myśli i poszukiwanie nowych sposobów interpretacji dzieł Gombrowicza w ciągle zmieniającej się rzeczywistości. MFG ma obecnie formę konkursu. W jury zasiadają krytycy, teatrolodzy i reżyserowie. Uzasadnieniem wyboru Teatru Powszechnego im. Jana Kochanowskiego na gospodarza festiwalu są rodzinne związki Gombrowicza z Radomiem i regionem radomskim.
Gombrowicz urodził się w 1904 roku w Małoszycach, w ówczesnej guberni radomskiej. W podradomskiej Wsoli znajduje się natomiast majątek należący przed II wojną światową do brata Gombrowicza, gdzie autor spędzał dużo czasu i napisał m.in. Ferdydurke (w pałacu znajduje się muzeum poświęcone autorowi).

## Sceny
- Duża Scena – widownia, sala widowiskowa: widownia amfiteatralna: 359 miejsc.
- Scena Kameralna – widownia, sala eksperymentalna typu studio z widownią zmienną ustawianą na podestach z możliwością demontażu. Liczba miejsc siedzących – w zależności od sposobu grania: jednostronna widownia „A” – 102 miejsca, dwustronna widownia „A” i „B”- 102 + 86= 188 miejsc.
- Lalkowa Scena Fraszka – widownia, liczba miejsc na widowni: 79.
- Scena Kotłownia – scena zlokalizowana jest w podpiwniczeniu, widownia: liczba miejsc siedzących 76.

## Dyrektorzy
- Zygmunt Wojdan (1978–1991)
- Wojciech Kępczyński (1991–1998)
- Linas Zaikauskas (1998–2001)
- Adam Sroka (2001–2007)
- Zbigniew Rybka (2008–2019)
- Małgorzata Potocka (od 2019)